# Recilia intermedius
Recilia intermedius là loài côn trùng thuộc họ Cicadellidae, bộ Cánh nửa. Loài này được Melichar miên tả năm 1903.